# Curt Simmons
Curt Simmons (Whitehall Township, Lehigh County, Pensilvania; 19 de mayo de 1929-Ambler, Pensilvania; 13 de diciembre de 2022) fue un beisbolista estadounidense que jugó en la posición de pitcher durante veinte años en la MLB y ganó un anillo de Serie Mundial en 1964 siendo miembro del equipo ganador St Louis Cardinals. Fue su única Serie Mundial en que participó.

## Biografía
Como parte del equipo de la Whitehall High School fue campeón estatal en dos ocasiones. En 1947 firmaría con los Philadelphia Phillies por $65 000 dólares, y en la temporada de 1950 ganó 17 partidos para ayudar al club a ganar el título de la Liga Nacional.
A causa de la Guerra de Corea Simmons fue llamado a hacer el servicio militar en septiembre de 1950, a un mes de terminar la temporada, mientras que los Phillies terminarían perdiendo la Serie Mundial ante los New York Yankees, en la cual Simmons fue reemplazado en el roster por Jocko Thompson. Se perdería la temporada completa de 1951 a causa del servicio militar, pero regresaría en 1952 donde ganaría 14 partidos con un promedio de carreras permitidas de 2.82 en la que incluyó seis blanqueadas, lo que le dio su primera aparición en el Juego de Estrellas de las Grandes Ligas de Béisbol. Volvería a aparecer en otras dos ocasiones en el Juego de Estrellas de las Grandes Ligas de Béisbol durante los años 1950, pero los Phillies no volverían a la Serie Mundial en la década, y a causa de que el brazo de lanzar de Simmons mostraba cansancio, los Phillies decidieron dejarlo en libertad para hacer una renovación en la plantilla.
Fue contratado como agente libre por los St. Louis Cardinals teniendo temporadas ganadoras con 15 victorias en 1963 y 18 victorias en 1964 en una rotación de lanzadores abridores que incluía a Bob Gibson y Ray Sadecki. En 1964 llegaría a jugar su primera Serie Mundial ante los New York Yankees en la que iniciaría en dos partidos, perdiendo uno de ellos pero los Cardinals ganarían la Serie Mundial de ese año.
Posteriormente tuvo temporadas perdedoras, perdiendo 15 partidos en 1965, siendo dejado en libertad al año siguiente para jugar dos temporadas con los Chicago Cubs y se retiraría con los California Angels en 1967, finalizando una carrera de 20 años en la MLB con 569 aperturas, más de 3000 innings lanzados, permitió más de 3000 hits, dio más de 1000 bases por bolas, ponchó a más de 1500 bateadores, 163 juegos completos, de los cuales 36 fueron blanqueadas y cinco salvamentos, siendo el último jugador en retirarse de los que iniciaron su carrera en los años 1940, y catalogado como uno de los lanzadores más difíciles de enfrentar según los miembros del Salón de la Fama Hank Aaron y Stan Musial
Fue el último miembro de los Philadelphia Phillies de los años 1940 que continuaba con vida y el último sobreviviente del equipo ganador de la Liga Nacional en 1950.

## Equipos
| Equipo                | Periodo   |
| --------------------- | --------- |
| Philadelphia Phillies | 1947–1960 |
| St. Louis Cardinals   | 1960–1966 |
| Chicago Cubs          | 1966–1967 |
| California Angels     | 1967      |

## Logros

### Equipo
- Serie Mundial de 1964
- Liga Nacional en 1950

### Individual
- 3 veces nombrado al Juego de Estrellas de las Grandes Ligas de Béisbol
- Integrado al Muro de la Fama de los Philadelphia Phillies